# (200254) 1999 VM190
(200254) 1999 VM190 es un asteroide perteneciente al cinturón de asteroides, descubierto el 15 de noviembre de 1999 por el equipo del Lincoln Near-Earth Asteroid Research desde el Laboratorio Lincoln, Socorro, Nuevo México, Estados Unidos.

## Designación y nombre
Designado provisionalmente como 1999 VM190.

## Características orbitales
1999 VM190 está situado a una distancia media del Sol de 2,712 ua, pudiendo alejarse hasta 3,051 ua y acercarse hasta 2,374 ua. Su excentricidad es 0,124 y la inclinación orbital 7,536 grados. Emplea 1632,17 días en completar una órbita alrededor del Sol.

## Características físicas
La magnitud absoluta de 1999 VM190 es 15,9. Tiene 4 km de diámetro y su albedo se estima en 0,051.